# 膜结构

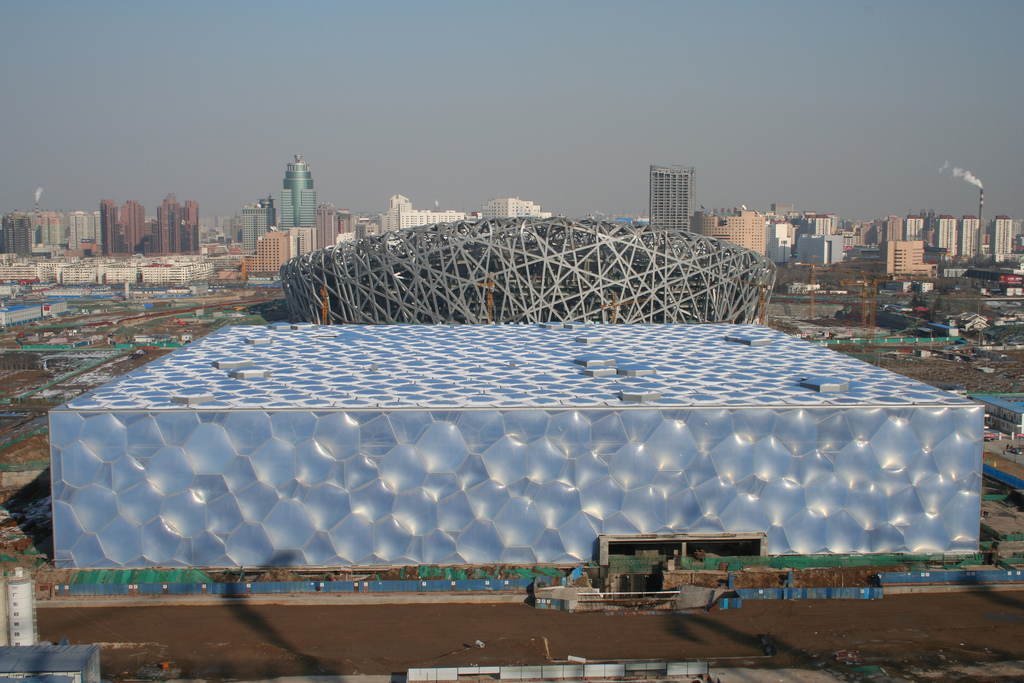
北京國家游泳中心（水立方）使用近100噸ETFE膜材料的多層膜結構建築

膜結構是一種空間結構，利用張力膜材料製成，為一種新式建築。早期為一般常見的帳篷，自上古時代開始的獸皮，中世紀時的布織物、衣料，到目前建築用的玻璃纖維、聚酯纖維等等，具有悠久的使用歷史。常用的紡織物膜材料有PVC塗層聚酯纖維膜材， PVC塗層玻璃纖維膜材，PTFE塗層玻璃纖維膜材；無塗層的單層薄膜材料包括像ETFE膜，PVC膜等。
膜結構自20世紀中期發展起來，是一種新型建築結構形式,由多種高強薄膜材料（PVC或Teflon）及加強構件（鋼架、鋼柱或鋼索）通過一定方式使其內部產生一定的預張應力以形成某種空間形狀,作為覆蓋結構,並能承受一定的外荷載作用的一種空間結構形式。膜結構可分為充氣膜結構和張拉膜結構兩大類。充氣膜結構是靠室內不斷充氣,使室內外產生一定壓力差（一般在10mm～30mm 水柱之間）,室內外的壓力差使屋蓋膜布受到一定的向上的浮力,從而實現較大的跨度.張拉膜結構則通過柱及鋼架支承或鋼索張拉成型,其造型非常優美靈活。

## 历史
世界上第一座充氣膜結構建成於1946年，設計者為美國的沃爾特·勃德（W.Bird），這是一座直徑為15的充氣穹頂。1967年在德國斯圖加特召開的第一屆國際充氣結構會議，無疑給充氣膜結構的發展注入了興奮劑。隨後各式各樣的充氣膜結構建築出現在1970年大阪世界博覽會上。其中具有代表性的有蓋格爾設計的美國館（137m×7m 8卵形），以及川口衛設計的香腸形充氣構件膜結構。後來人們認為70年大阪博覽會是把膜結構系統地、商業性地向外界介紹的開始。大阪博覽會展示了人們可以用膜結構建造永久性建築。而70年代初美國蓋格爾-勃格公司（Geiger-Berger Associates）開發出的符合美國永久建築規範的特氟隆（Teflon）膜材料為膜結構廣泛應用於永久、半永久性建築奠定了物質基礎。之後，用特氟隆材料做成的室內充氣式膜結構相繼出現在大中型體育館中，如1975年建成的密歇根州龐蒂亞克「銀色穹頂」（橢圓形220×159m），1988年建成的日本東京體育館（室內淨面積4，6767 m2）。位於北京的水立方游泳館是一座外圍護結構由多層氣枕構成的充氣式膜結構建築, 其中使用的ETFE膜材料近100噸，是英格蘭伊甸園項目"Eden Project"的三倍之多。

## 型式
- 鋼結構：使用鋼管(以圓管居多)，其結構穩固，允許大跨度造型設計，是常有颱風、地震等天然災害地區(例如台灣)的膜結構型式主流。
- 張拉鋼索：使用鋼索張拉，具有自然的張力曲線，線條自然優美，重量輕盈，配合適當的結構設計，亦可對抗自然天災，但強度仍沒有鋼結構來的強穩。
- 充氣式：在膜和膜中間，灌入空氣，使其膨脹成為膜結構氣枕型式。
- 開閉式：利用機械與控制系統，達到開關閉合的需求。

## 材質

### PTFE
一般通稱PTFE膜(Poly Tetra Fluoro Ethylene)，以玻璃纖維織布所組成，再塗覆以PTFE(Teflon鐵氟龍)。玻璃纖維織布與塗覆材料都是不燃材料，故可用於絕大部份防火要求嚴格之場所，例如密閉式體育館、游泳池、運動設施、中庭、展場空間等等。且因使用年限可達數十年以上，故又被稱為永久膜。

### PVC

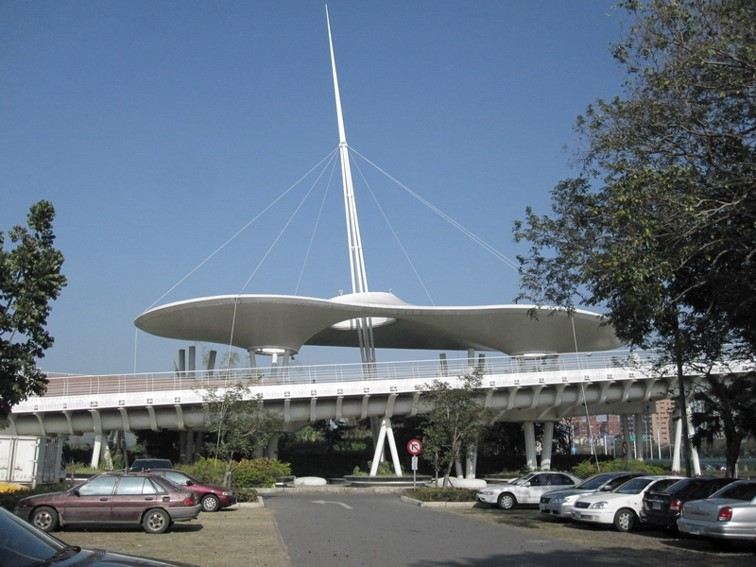
高雄翠華自行車橋PVC膜結構，又稱翠華之雲，為典型PVC膜結構型式的代表

一般通稱PVC膜(Poly Vinyl Chloride)，其組成為聚酯纖維，塗覆材料為PVC，不如PTFE可通過不燃材的要求，為PTFE膜製作成本太高時的替代方案。其延展性較PTFE為佳，可用在比較多變的造型。但相對的材料本身強度不及PTFE膜。

### ETFE

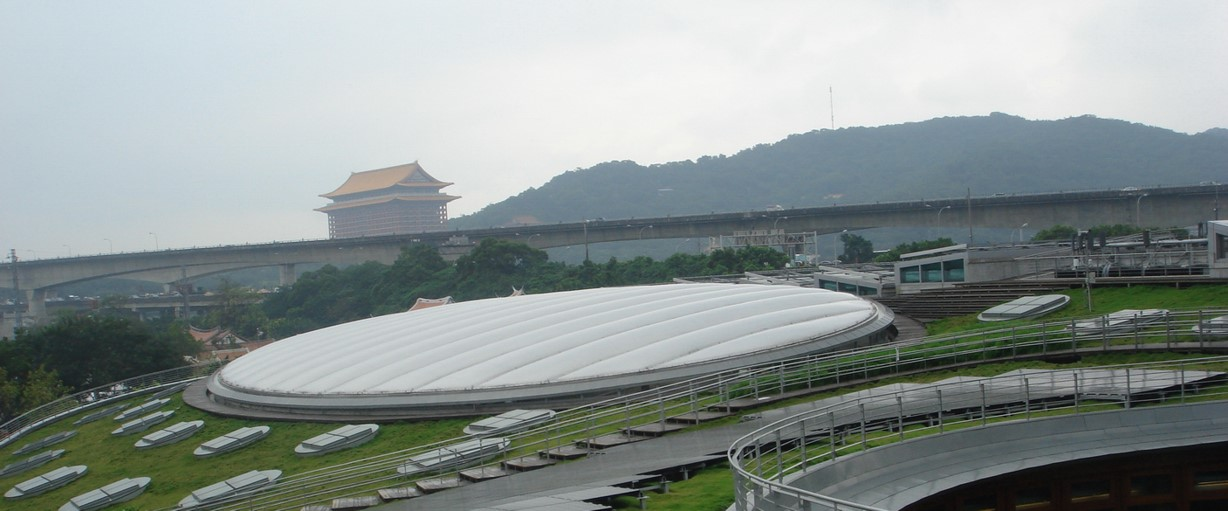
台北花卉博覽會-未來生活館ETFE屋頂，為台灣首座EFTE充氣式膜結構

膜材料為乙烯與四氟化乙烯合成之改性共聚物，一般通稱為透明膜，此種材料最初用於航太領域。具有優良的耐候性、幾乎透明的透光性、抗污性及35年以上的使用壽命，且能引進植物生長所需的紫外線，故一般多用於溫室、植栽或是有特殊設計需求的地方。
由於其材料不具纖維，且材料本身強度及延展性沒有PTFE及PVC來的好，亦無法使用傳統反力張拉施工方式。故常見的施工法為使用二層或三層氣枕之充氣式結構，配合壓力偵測器及充氣機，用氣壓將膜材撐開，以彌補先天的不足。另外亦有使用單層ETFE之情形，但多用在小面積之結構上，大型結構例如球場、球場看台等等，必須使用充氣式結構。